# Lars Erik Nielsen
Lars Erik Nielsen (født 1. januar 1951 på Frederiksberg) er en dansk erhvervsmand og tidligere racerkører. Han er far til racerkører Christina Nielsen.
Han er fjerde generation og næstformand i Semler Gruppen, der står for den danske import af bilmærkerne Audi, Volkswagen, Seat, Škoda og Porsche.

## Flyselskaber
I november 1992 etablerede Lars Erik Nielsen, sammen med sine to fætre Jesper og Rene Mourier, flyselskabet Maldivian Air Taxi, der fløj passagerer med vandflyver på Maldiverne. De solgte i 2013 selskabet til amerikanske Blackstone for over én milliard kroner.
Nielsen gik i 2014 ind i et projekt omhandlende ruteflyvning mellem Aarhus Havn og Københavns Havn. Dette resulterede i, at han som medejer af Nordic Seaplanes, i maj 2016 kunne indvie ruten mellem de to havne, som Danmarks første kommercielle rute med vandfly.

## Motorsport
Lars Erik Nielsen har fem gange deltaget i racerløbet 24 Timers Le Mans i GT2-klassen. I motorsportskredse fik han kælenavnet "Lars Hjulspind".
I 2008 blev han medejer af den danske producent af sportsvogne til bilsport, Aquila Racing Cars.